# Rudolf Baier (Radsportler)
Paul Rudolf Baier (* 22. März 1892 in Cotta; † 21. Oktober 1945 in Dresden) war ein deutscher Radrennfahrer.

## Sportliche Laufbahn
Rudolf Baier nahm an den Olympischen Sommerspielen 1912 in Stockholm teil. Im Einzelzeitfahren belegte er den 27. Platz und wurde mit dem deutschen Team in der Mannschaftswertung Sechster.